# Leland Stanford
Amasa Leland Stanford (n. 9 martie 1824, Watervliet⁠(d), SUA – d. 21 iunie 1893, Palo Alto, California, SUA) a fost un politician și om de afaceri american, fondator al Stanford University. Cele mai importante funcții publice deținute de Stanford au fost guvernator al statului California și senator al Senatului Statelor Unite ale Americii.

## Stanford University
Împreună cu soția sa Jane, Stanford a fondat Leland Stanford Junior University în memoria unicului lor copil, Leland Stanford, Jr., care a decedat de febră tifoidă în Florența, Italia pe când se afla într-o călătorie în Europa. Aproximativ US$20 milioane de dolari americani (US$400 milioane în dolari în 2005) au fondat inițial startul universității, care și-a deschis porțile la 1 octombrie 1893. ca un termen de comparație, averea familiei Stanford de-a lungul sfârșitului secolului al 19-lea este estimată a fi fost aproximativ US$50 milioane, ceea ce ar corespunde cu $US1 bilion din anul 2005).

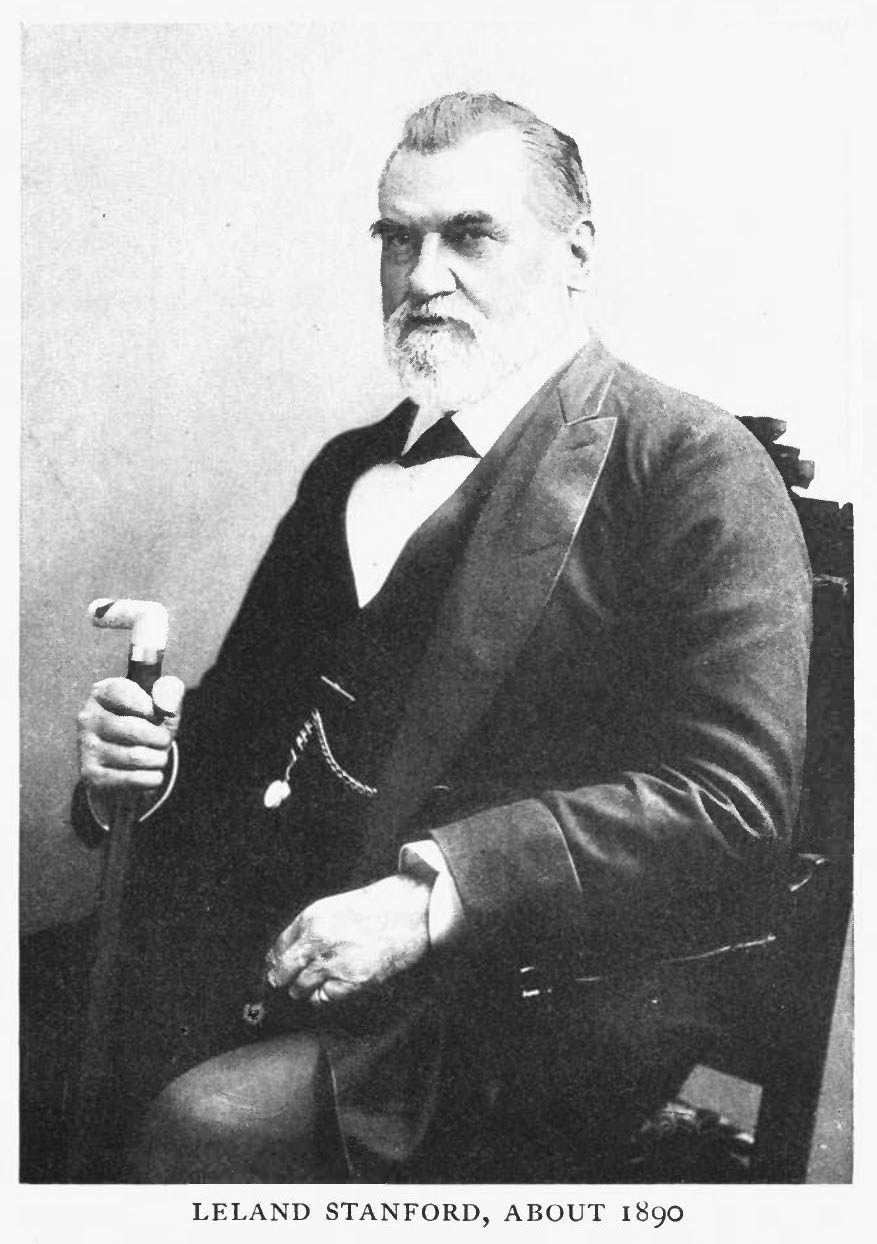
Leland Stanford în 1890

Leland Stanford a decedat în localitatea Palo Alto, California, la 30 iunie 1893, fiind înmormântat în mausoleul familiei Stanford care se găsește în interiorului campusului Universității Stanford. Biserica memorială Memorial Church de pe același campus al Stanford University este, de asemenea dedicată memoriei sale.

## Onoruri postume
Guvernatorul statului California, Arnold Schwarzenegger și soția sa, First Lady Maria Shriver au anunțat în ziua de 28 mai 2008 că Leland Stanford va fi menționat în California Hall of Fame, găzduită de The California Museum for History, Women and the Arts. Ceremonia va avea loc la 10 decembrie 2008, iar unul din descendenții industriașului, Tom Stanford, va fi prezent pentru acceptarea premiului. 